# Lorenzo Colombo (piloto)
Lorenzo Colombo (Legnano, 13 de septiembre de 2000) es un piloto de automovilismo italiano momentáneamente inactivo. Su última participación fue en el Campeonato Mundial de Resistencia de la FIA y las 24 Horas de Le Mans.

## Carrera
Nacido en Legnano, Colombo comenzó su carrera en el karting en 2009. Compitió principalmente en Italia, lo más destacado de su carrera en el karting, terminando segundo en el Trofeo Andrea Margutti en 2018.

### Fórmula 4
En 2016, el italiano hizo su debut en el automovilismo en el Campeonato de Italia de Fórmula 4, conduciendo para BVM Racing, donde terminó 12 ° en la clasificación, tras haber conseguido un podio en Imola.
Colombo continuó compitiendo en el Campeonato de Italia de Fórmula 4 en 2017, junto a Leonardo Lorandi y Sebastián Fernández en Bhaitech. Terminaría tercero en la clasificación con dos victorias y 223 puntos.
También hizo una aparición única en el ADAC Fórmula 4 ese mismo año, sin anotar puntos ya que era piloto invitado.
A finales de 2018, Colombo hizo una aparición única para R-ace GP en la F4 Italiana, que arrojó tres puntos en tres carreras.

### Eurocopa de Fórmula Renault
En 2018, Colombo hizo su debut en la Eurocopa de Fórmula Renault para JD Motorsport. Marcó dos pole position y terminó sexto en la clasificación. Un año después, Colombo se mudó a MP Motorsport en su búsqueda de ganar la serie. Sin embargo, no lo logró, y con tres victorias y 214.5 puntos terminó cuarto en el campeonato.
En 2020, Colombo cambiaría a su antiguo equipo de Fórmula 4, Bhaitech Racing. A pesar de perderse la ronda en Spa debido a una fuerte hemorragia nasal después de una prueba de rutina de COVID-19, Colombo terminó quinto en la clasificación de pilotos, cortesía de un hat trick de victorias en las últimas tres carreras de la historia de la serie.

### Campeonato de Fórmula 3 de la FIA

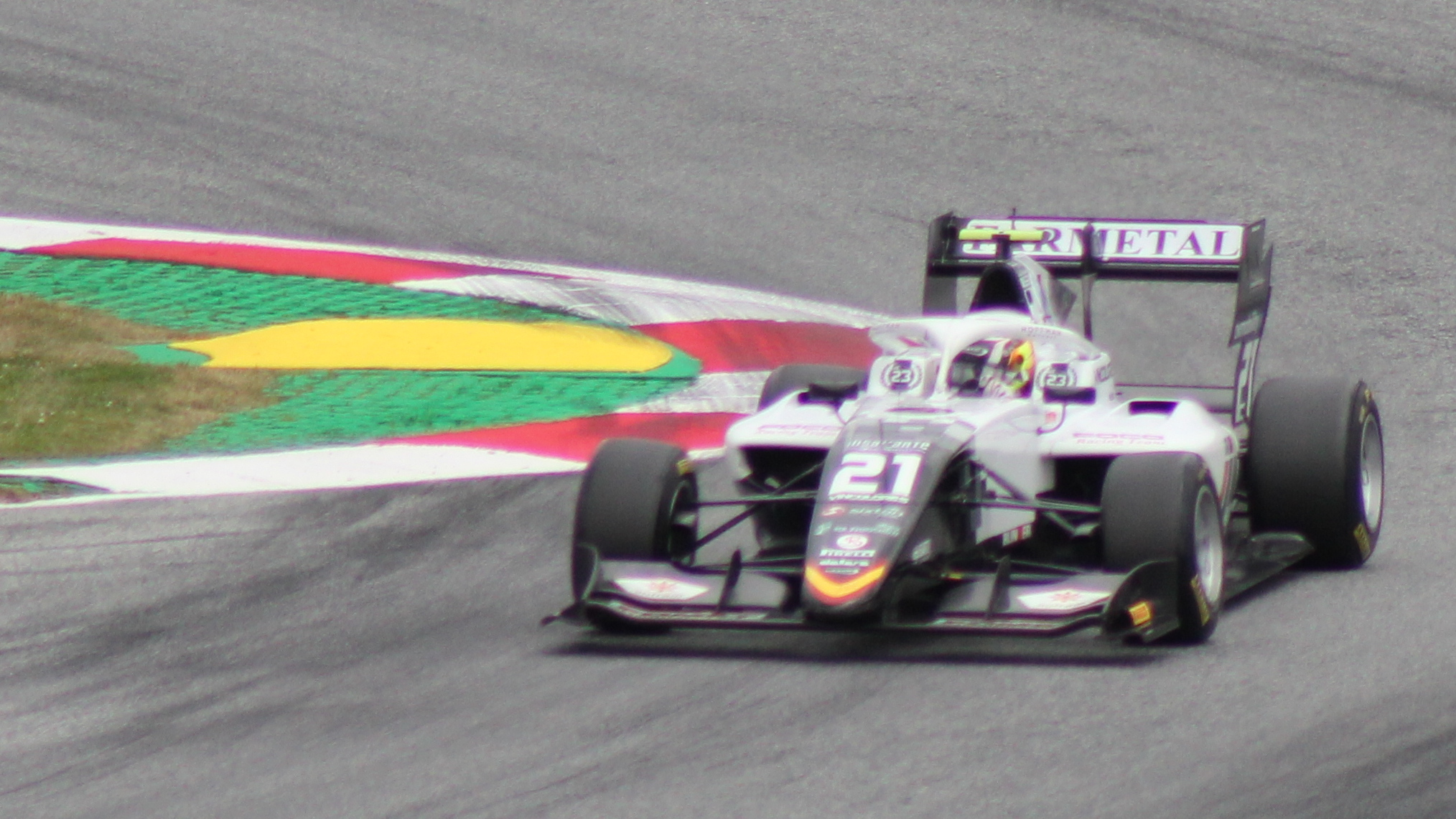
Colombo en Red Bull Ring, 2021.

El 5 de febrero de 2021 se anunció que Colombo había sido contratado por el equipo Campos Racing para competir en el Campeonato de Fórmula 3 de la FIA de 2021.

## Resumen de carrera
| Temporada | Categoría                                          | Equipo               | Carreras | Victorias | Poles | VR | Podios | Puntos | Pos.  |
| --------- | -------------------------------------------------- | -------------------- | -------- | --------- | ----- | -- | ------ | ------ | ----- |
| 2016      | Campeonato de Italia de Fórmula 4                  | BVM Racing           | 12       | 0         | 0     | 0  | 0      | 73.5   | 12.º  |
| 2016      | Campeonato de Italia de Fórmula 4                  | Bhaitech Engineering | 9        | 0         | 0     | 0  | 1      | 73.5   | 12.º  |
| 2017      | Campeonato de Italia de Fórmula 4                  | Bhaitech             | 21       | 2         | 6     | 3  | 8      | 223    | 3.º   |
| 2017      | ADAC Fórmula 4                                     | Bhaitech             | 3        | 0         | 0     | 0  | 0      | 0      | NC†   |
| 2017      | Eurofórmula Open                                   | Campos Racing        | 2        | 0         | 0     | 0  | 0      | 0      | NC†   |
| 2018      | Eurocopa de Fórmula Renault                        | JD Motorsports       | 20       | 0         | 2     | 0  | 5      | 152.5  | 6.º   |
| 2018      | Copa de Europa del Norte de Fórmula Renault        | JD Motorsports       | 2        | 0         | 0     | 0  | 1      | 35     | 12.º‡ |
| 2018      | Campeonato de Italia de Fórmula 4                  | R-ace GP             | 3        | 0         | 0     | 0  | 0      | 3      | 25.º  |
| 2019      | Eurocopa de Fórmula Renault                        | MP Motorsport        | 20       | 3         | 3     | 2  | 7      | 214.5  | 4.º   |
| 2020      | Eurocopa de Fórmula Renault                        | Bhaitech Racing      | 18       | 3         | 4     | 2  | 5      | 170    | 5.º   |
| 2021      | Campeonato de Fórmula 3 de la FIA                  | Campos Racing        | 20       | 1         | 0     | 2  | 1      | 32     | 15.º  |
| 2022      | Campeonato Mundial de Resistencia de la FIA - LMP2 | Prema Orlen Team     | 6        | 0         | 0     | 1  | 1      | 94     | 5.º   |
| 2022      | 24 Horas de Le Mans - LMP2                         | Prema Orlen Team     | 1        | 0         | 0     | 0  | 1      | N/A    | 2.º   |
| 2022      | European Le Mans Series - LMP2                     | Prema Racing         | 4        | 3         | 0     | 1  | 3      | 85     | 3.º   |
| Fuente:   |                                                    |                      |          |           |       |    |        |        |       |

- † Era piloto invitado, por lo que no sumó puntos.
- ‡ Colombo no fue apto para sumar puntos a partir de la tercera ronda.

## Resultados

### Campeonato de Fórmula 3 de la FIA
(Clave) (negrita indica pole position) (cursiva indica vuelta rápida puntuable)

| Año  | Escudería     | 1   | 1   | 1   | 2   | 2   | 2   | 3   | 3   | 3   | 4   | 4   | 4   | 5   | 5   | 5   | 6   | 6   | 6   | 7   | 7   | 7   | Pos. | Puntos | Ref.  |
| ---- | ------------- | --- | --- | --- | --- | --- | --- | --- | --- | --- | --- | --- | --- | --- | --- | --- | --- | --- | --- | --- | --- | --- | ---- | ------ | ----- |
| 2021 | Campos Racing | BAR | BAR | BAR | LEC | LEC | LEC | SPI | SPI | SPI | BUD | BUD | BUD | SPA | SPA | SPA | ZAN | ZAN | ZAN | SOC | SOC | SOC | 15.º | 32     | [ 7 ] |
| 2021 | Campos Racing | 23  | 22  | 29  | 14  | 20  | 19  | 25  | 19  | 13  | 7   | 7   | 11  | 1   | 14  | 14  | 13  | Ret | 17  | 6   | C   | Ret | 15.º | 32     | [ 7 ] |